# Once Upon a Time in Shaolin
Once Upon a Time in Shaolin... é um álbum duplo do grupo de hip hop Wu-Tang Clan que foi limitado a uma única cópia vendida em 2015. É o mais caro trabalho musical já vendido. Um CD duplo do álbum, que foi gravado em segredo durante seis anos, foi prensado em 2014 e armazenado em uma abóbada segura no Royal Mansour Hotel em Marrakech, em Marrocos. O álbum foi leiloado ao lance mais elevado através da casa de leilão Paddle8 em 2015. Um acordo legal com o comprador indica que não pode ser explorado comercialmente até 2103, embora possa ser liberado para livre ou jogado durante partidos de escuta. O proprietário Martin Shkreli compartilhou a introdução e a parte de uma faixa após Donald Trump se tornar o presidente eleito, depois de ameaçar destruir o álbum.

## Contexto
O conceito de oferecer uma obra musical em uma única forma foi concebido pelo produtor Wu-Tang Cilvaringz e foi baseado na exploração da música como uma mercadoria encomendada no Barroco, Iluminismo e renascimento. A ideia foi desenvolvida mais tarde com Wu-Tang de facto líder RZA em um conceito apresentável ao público. O álbum supostamente apresenta a cantora e atriz Cher como convidada em duas faixas do álbum.
O álbum foi leiloado para o maior lance pela casa de leilões Paddle8 em 2015. Uma licitação vencedora para o álbum foi aceita pelo Clã Wu-Tang em 3 de maio de 2015 e foi seguida por meses de diligência legal. Devido à natureza sem precedentes da venda, novas e únicas estruturas legais foram escritas para o contrato de venda. A venda foi terminada agosto em 26, 2015, em um preço "nos milhões" a um "coletor americano confidencial". Em 9 de dezembro de 2015, Bloomberg Businessweek identificou o comprador como polêmico Turing farmacêutica CEO Martin Shkreli. Em um comunicado enviado à Bloomberg, a RZA observou que a venda havia sido acordada antes do aumento controverso de Shkreli de Daraprim, um agente anti-infeccioso mais comumente usado em pacientes imunocomprometidos com toxoplasmose. No comunicado, a RZA acrescentou que o grupo havia doado uma "parcela significativa" do produto para instituições de caridade ao ouvir quem era o comprador. Entre as instituições de caridade que o Wu-Tang Clan doou foi a Sociedade de Alfabetização Infantil, a Federação de Xadrez Hip Hop e TTAC, uma instituição focada em mostrar curas alternativas para o câncer. O preço de venda real nunca foi revelado pela casa de leilões ou pelo Clã Wu-Tang, mas Bloomberg relatou e Shkreli confirmou mais tarde que ele tinha comprado o álbum por US $ 2 milhões. O conceito de oferecer um trabalho musical em um Única forma foi concebida pelo produtor Wu-Tang Cilvaringz e foi baseado na exploração da música como uma mercadoria encomendada no Barroco, Iluminismo e renascimento. A ideia foi desenvolvida mais tarde com Wu-Tang de facto líder RZA em um conceito apresentável ao público. O álbum supostamente apresenta a cantora e atriz Cher como convidada em duas faixas do álbum.

## Resposta
Muitos fãs reagiram negativamente à notícia do álbum de uma única cópia, acreditando que o álbum não estaria disponível ao público até 2103. Wu-Tang membro Method Man falou contra a proibição comercial de 88 anos, culpando companheiro membro RZA e produtor Cilvaringz. RZA respondeu que a proibição de 88 anos foi necessária para manter a integridade do álbum como uma obra de arte e desviar qualquer noções de um grande marketing ou publicidade stunt. Segundo ele, o número 8 tem significado simbólico porque havia oito membros originais do Clã Wu-Tang, os números do ano de 2015 somam oito, Paddle8 tem oito em seu nome e um oito girado é o símbolo do infinito Que foi usado em seu segundo álbum Wu-Tang Forever. Wu-Tang divulgou mais tarde um comunicado oficial dizendo que, embora o álbum não possa ser vendido até 2103, o comprador ainda tem o direito de distribuir o conteúdo gratuitamente e realizar festas de audição gratuitas, mas considerou as chances de que isso aconteça slim devido Para o alto preço do álbum.
O Guinness Book of Records certificou o álbum como o álbum mais valioso existente, sendo os registro mais caro que os anteriores do mundo realizado por Elvis Presley e The Quarrymen, mais tarde a ser conhecido como The Beatles. Em 3 de março de 2015, o álbum foi detido no Aeroporto JFK por três horas, enquanto o controle da fronteira determinava o conteúdo da caixa de prata que continha o álbum.
Em fevereiro de 2016, o artista Jason Koza processou RZA, Cilvaringz, Paddle8 e Shkreli no Tribunal Distrital do Distrito Sul de Nova York pelo suposto uso não autorizado de sua obra no álbum.

## Faixas
As faixas permaneceram um segredo para o comprador. Paddle8 liberou uma lista de faixas do trabalho do grupo usado durante as gravações. A lista de faixas foi compilada pela revista Complex.
| Shaolin School 1. "Entrance (Intro)" (1:57) 2. "Rivals" (4:12) 3. "Staple Town Pt. 1 (Interlude)" (0:44) 4. "Ethiopia" (7:55) 5. "Handkerchief" (0:49) 6. "Staple Town Pt. 2 (Interlude)" (1:10) 7. "The Pillage of ’88" (6:52) 8. "Centipedes" (7:14) 9. "The Widow’s Tear" (3:55) 10. "Sorrow" (5:45) 11. "Shaolin" (6:14) 12. "The Saga Continuous" (6:58) 13. "Shaolin Soul (Exit)" (3:41) | Allah School 1. "Sustenance (Intro)" (0:43) 2. "Lions" (6:08) 3. "Since Time Immemorial" (2:32) 4. "The Slaughter Mill" (6:31) 5. "The Brute" (3:24) 6. "Iqra" (7:23) 7. "Flowers" (5:49) 8. "Poisoned Earth" (4:34) 9. "Freedom (Interlude)" (2:25) 10. "The Sword Chamber" (4:05) 11. "Unique" (2:32) 12. "The Bloody Page" (5:09) 13. "Salaam (Outro)" (1:31) |